# Alex Oliveira
Alex Oliveira (17 de junio de 1978) es un exfutbolista brasileño que se desempeñaba como defensa.
Jugó para clubes como el Ponte Preta, Vasco da Gama, Portuguesa y Ventforet Kofu.

## Trayectoria

### Clubes
| Club                | País   | Año         |
| ------------------- | ------ | ----------- |
| Ponte Preta         | Brasil | 1997 - 1998 |
| Santo André         | Brasil | 1998        |
| Campinas            | Brasil | 1998        |
| Portuguesa Santista | Brasil | 1999        |
| Ponte Preta         | Brasil | 2000 - 2002 |
| Vasco da Gama       | Brasil | 2003        |
| Portuguesa          | Brasil | 2004        |
| Villa Rio           | Brasil | 2005        |
| Ventforet Kofu      | Japón  | 2005        |